# Université catholique de l'Ouest Laval
 (novembre 2015).
Si vous disposez d'ouvrages ou d'articles de référence ou si vous connaissez des sites web de qualité traitant du thème abordé ici, merci de compléter l'article en donnant les références utiles à sa vérifiabilité et en les liant à la section « Notes et références ».

L'Université catholique de l'Ouest Laval, ou UCO Laval, est l'un des six sites de l'Université catholique de l'Ouest, les autres étant à Angers, Nantes, Arradon, Guingamp, et Papeete.

## Historique
L'université est créée en 1996 sous le nom d'Institut Supérieur des Métiers (ISM). L'ISM devient en 2011 l’UCO Laval. Cette université se situe au sein du campus EC-53 où l'on trouve également l'enseignement supérieur d'Haute-Follis. À la rentrée 2022 le campus regroupe environ 800 étudiants dont 400 pour l'UCO Laval.
Différents directeurs se sont succédé : Michel Quinton de 1996 à 1997, Emmanuel Pic de 1997 à 2002, Michel Perrinel de 2002 à 2018, Sylvain Chareton de 2018 à 2023 et enfin Jean-René Ladurée depuis le 8 février 2023.

## Formations
L'UCO Laval propose différents types de formations. Une licence d’histoire créée en 1996, une licence librairie en 1998, une licence professionnelle en banque assurance en 2001 et une licence professionnelle en bâtiment et finition en 2006. Une Licence Éco-Gestion ouvre à la rentrée 2019, puis une licence Info-Com et un Master Innovation, Entreprise et Société à la rentrée 2020.
L'Université Catholique de l'Ouest, implantée en Mayenne rassemble près de 400 étudiants, toutes formations confondues. Le département le plus important de l'UCO LAVAL est constitué par L3Di (Laval 3D interactive) il propose une licence infographie et médias interactifs et une licence professionnelle Infographie 3D temps réel depuis 2003. Les formations L3Di sont tournées vers les médias interactifs, les jeux vidéo et la réalité virtuelle.
L3DI a créé la cérémonie des Emotional Games Awards, dont l'objectif est de promouvoir et de récompenser les jeux vidéo qui suscitent le plus d'émotions chez les joueurs. 2 éditions ont eu lieu, en 2016 et en 2018 (Best Emotional Game en 2016 : "Life Is Strange" /Dontnod Entertainment - Square Enix Limited); en 2018 : "Hellblade : Senua’s Sacrifice" (Ninja Theory).

## International
L'UCO Laval a un partenariat avec l'Université de Tama au Japon.